# Psie Pole (Wrocław)
Psie Pole is het op een na grootste stadsdeel van Wrocław. Het is gelegen aan de rechteroever van de Oder en telde anno 2008 in totaal 93.375 inwoners. Sinds 8 maart 1990 heeft het geen eigen bestuursrecht meer.

## Bezienswaardigheden
- Rędzińskibos, een groot bosgebied.
- Militaire gebied Tchaikovski, een grote militair oefenterrein.

## Wijken
- Karłowice
- Kleczków
- Kłokoczyce
- Kowale
- Lesica
- Ligota
- Lipa Piotrowska
- Miłostków/Marzanów
- Mirowiec

- Osobowice
- Pawłowice
- Polanka
- Polanowice
- Poświętne
- Pracze Widawskie
- Psie Pole
- Rędzin
- Różanka

- Sołtysowice
- Strachocin
- Swojczyce
- Świniary
- Widawa
- Wojnów
- Zakrzów
- Zgorzelisko

Fabryczna · Krzyki · Psie Pole · Stare Miasto · Śródmieście